# Santa Lucía Monteverde
Santa Lucía Monteverde è un comune del Messico, situato nello stato di Oaxaca.